# Библиотека манастира Осовица
Библиотека манастира Oсовица се налази у склопу манастира Осовица који се налази на територији општине Србац, у планини Мотајица, Република Српска, БиХ.

## О манастиру и библиотеци
Манастир је настао у 14. веку, рушен и разаран. Поново се обнавља на темељима некадашњег манастира. Темељи манастира откривени су 2003. године на локалитету Манастириште поред речице Осовице на Мотајици.
2008. године почиње сређивање локалитета, 2013. године почињe редован богослужбени живот манастира.
Комплекс манастира Осовице састоји се од саборне манастирске цркве посвећене Благовјестима пресвете Богородице, зимске цркве посвећене Светом Прокопију, капеле Васкрсења Христовог као и капеле Светог Николаја мирликијског у звонику, трема за народ, конака, свечаног салона, библиотеке и чесме са изворском водом, монашке кухиње и трпезарије, као и народне трпезарије.
Библиотека манастира је новијег датума ако и сам манастир. Фонд библиотеке се попуњава куповином и донацијама.